# Detlef Kranz
Detlef Kranz (* 6. November 1952) ist ein ehemaliger deutscher Fußballspieler. Von 1971 bis 1974 spielte er für den BFC Dynamo in der DDR-Oberliga, der höchsten Spielklasse im DDR-Fußball. Kranz ist DDR-Junioren- und Nachwuchsnationalspieler.

## Sportliche Laufbahn
Als Abiturient war Detlef Kranz Fußballspieler in der Juniorenmannschaft des 1. FC Magdeburg. 1970 wurde er in den Kader der DDR-Juniorennationalmannschaft aufgenommen und bestritt mit dieser als Mittelfeldspieler acht Junioren-Länderspiele. Im Spiel Sowjetunion – DDR (0:2) schoss er am 2. März 1971 sein einziges Länderspieltor als Juniorenspieler.
Nachdem er 1971 sein Abitur abgelegt hatte und ein Medizinstudium an der Ost-Berliner Humboldt-Universität aufgenommen hatte, schloss er sich dem Oberligisten BFC Dynamo an. Dieser übernahm ihn zur Saison 1971/72 in die 2. Mannschaft, die in der zweitklassigen DDR-Liga spielte und setzte ihn dort bis zum Saisonende in zehn Punktspielen ein. Nachdem sich Kranz in den ersten DDR-Liga-Spielen bewährt hatte, setzte ihn Trainer Geitel am 28. November 1971 erstmals in der Oberliga ein. In der Begegnung BFC – FC Carl Zeiss Jena (1:0) ließ er den 19-Jährigen in der Abwehr spielen. Bis zum Saisonende bestritt Kranz insgesamt sechs Oberligaspiele, bei denen er viermal in der Startelf stand. In den folgenden zwei Spielzeiten gelang es ihm nicht, sich dauerhaft in der Oberligamannschaft des BFC zu etablieren. In den 52 ausgetragenen Punktspielen kam er dort nur in 13 Partien zum Einsatz. Dabei spielte er nur sechsmal von Beginn an, und sein einziges Oberligator erzielte er am 1. Spieltag der Saison 1973/74 beim 3:0 über die BSG Chemie Leipzig. Im selben Zeitraum spielte er bei 44 DDR-Liga-Punktspielen der 2. Mannschaft 26 mal. Von 1972 bis 1973 gehörte er zum Kader der DDR-Nachwuchsnationalmannschaft, für die er fünf Länderspiele bestritt und ein Tor erzielte.
Nach dem Ende der Saison 1973/74 beendete Kranz seine Laufbahn im Leistungssport. Erst 1977 tauchte er als Spieler beim drittklassigen Ost-Berliner Bezirksligisten SG Hohenschönhausen wieder auf. Dort spielte er bis 1988, war stets erfolgreichster Torschütze der Mannschaft und mehrere Jahre der Mannschaftskapitän.